# Гласневин (кладбище)
Гласневин (ирл. Reilig Ghlas Naíon) — кладбище в северной части Дублина, появившееся в 1832 году. Располагается по обеим сторонам шоссе на Финглас.
Кладбище Гласневин было учреждено по инициативе Дэниэла О’Коннелла как первое в городе кладбище для католиков, поскольку до этого католики были вынуждены проводить погребения на протестантских кладбищах из-за существовавшего в XVIII веке запрета на проведение публичных католических религиозных церемоний.
Постепенно кладбище стало главным местом захоронения общественных деятелей националистического толка.
На Гласневине находится памятник солдатам ирландских частей, погибшим в Первую мировую войну.
Отличительной чертой кладбища являются надгробия в форме кельтских крестов, а также Ангельский уголок, где собраны могилы мертворожденных детей.

## Известные личности, похороненные на кладбище
- Дэниэл О’Коннелл, могила в центре кладбища с монументом в виде круглой башни.
- Чарльз Стюарт Парнелл, лидер борьбы за гомруль
- Педар Керни, автор гимна Ирландии
- Брендан Биэн, писатель
- Джерард Мэнли Хопкинс, писатель

руководители борьбы за независимость:
- Имон де Валера,
- Артур Гриффит,
- Иеремия О’Донован,
- Майкл Коллинз,
- Кахал Бру,
- Роджер Кейзмент,
- Шон Макбрайд,